# Eleições estaduais em São Paulo em 1982
As eleições estaduais em São Paulo em 1982 aconteceram em 15 de novembro como parte das eleições em 23 estados brasileiros e nos territórios federais do Amapá e Roraima. Foram eleitos nesse dia o governador Franco Montoro, o vice-governador Orestes Quércia, o senador Severo Gomes, 60 deputados federais e 84 estaduais na primeira eleição direta para o Palácio dos Bandeirantes desde a vitória de Ademar de Barros em 1962.  Foram observadas regras como o voto vinculado, a sublegenda e a proibição de coligações partidárias. Ressalte-se que os paulistas residentes no Distrito Federal escolheram seus representantes por força da Lei n.º 6.091 de 15 de agosto de 1974.
Nascido em São Paulo, o professor Franco Montoro é formado em Filosofia e Pedagogia e também é advogado, graduações obtidas na Universidade de São Paulo em 1938. Após lecionar na instituição em tela, ministrou aulas na Faculdade de São Bento e na Pontifícia Universidade Católica de São Paulo. Trabalhou para o governo paulista junto ao Serviço Social da Secretaria de Justiça no governo Ademar de Barros e foi procurador do estado. Após conhecer a Ação Católica Brasileira, ingressou no PDC e foi eleito sucessivamente vereador de São Paulo em 1950 e deputado estadual em 1954 chegando à presidência da Assembleia Legislativa de São Paulo. Eleito deputado federal em 1958, foi ministro do Trabalho a convite do primeiro-ministro Tancredo Neves durante a fase parlamentarista do Governo João Goulart e após ser reeleito à Câmara dos Deputados em 1962 foi escolhido presidente nacional do PDC. Imposto o bipartidarismo renovou o mandato pelo MDB em 1966 e por este partido elegeu-se senador em 1970 e 1978. Após o regresso do pluripartidarismo entrou no PMDB e em 1982 foi eleito governador de São Paulo.
Em sua primeira experiência profissional Orestes Quércia foi repórter do Diário do Povo em Campinas e a partir deste instante fez carreira como jornalista o que lhe permitiu custear os estudos na Pontifícia Universidade Católica de Campinas onde se formou advogado. Também empresário e administrador de empresas, é natural de Pedregulho, elegeu-se vereador em Campinas via PL em 1962 e durante o Regime Militar de 1964 integrou o MDB sendo eleito deputado estadual em 1966, prefeito de Campinas em 1968 e senador em 1974. Influente no seio partidário, conservou sua liderança ao entrar no PMDB e num lance de última hora aceitou a candidatura a vice-governador na chapa de Franco Montoro em 1982.
No tocante à eleição para o Senado Federal o vitorioso foi o empresário Severo Gomes. Advogado formado pela Universidade de São Paulo, presidiu a Tecelagem Paraíba e, em paralelo, fez investimentos no ramo agropecuário, razão pela qual foi diretor da Sociedade Rural Brasileira. Conselheiro do Banco Mercantil de São Paulo, da Associação Comercial de São Paulo e do Museu de Arte Moderna de São Paulo, foi diretor da Carteira Agrícola do Banco do Brasil e ministro da Agricultura no governo Castelo Branco e durante a maior parte do Governo Ernesto Geisel foi ministro da Indústria e Comércio. Fora do Poder Executivo teve seu nome especulado para concorrer à sucessão do governador Paulo Egídio Martins em 1978, mas não foi candidato. Filiado ao MDB em 1979, seguiu para o PMDB com a restauração do pluripartidarismo e foi eleito senador em 1982.

## Resultado da eleição para governador
Segundo o acervo do Tribunal Superior Eleitoral houve 10.625.055 votos nominais (91,61%), 664.101 votos em branco (5,73%) e 308.829 votos nulos (2,66%), resultando no comparecimento de 11.597.985 eleitores.
| Candidatos a governador do estado | Candidatos a vice-governador | Número | Coligação            | Votação   | Percentual |
| --------------------------------- | ---------------------------- | ------ | -------------------- | --------- | ---------- |
| Franco Montoro PMDB               | Orestes Quércia PMDB         | 5      | PMDB (sem coligação) | 5.209.952 | 49,04%     |
| Reinaldo de Barros PDS            | Afif Domingos PDS            | 1      | PDS (sem coligação)  | 2.728.732 | 25,68%     |
| Jânio Quadros PTB                 | Francisco de Barros PTB      | 4      | PTB (sem coligação)  | 1.447.328 | 13,62%     |
| Luiz Inácio Lula da Silva PT      | Hélio Bicudo PT              | 3      | PT (sem coligação)   | 1.144.648 | 10,77%     |
| Rogê Ferreira PDT                 | João Gualberto PDT           | 2      | PDT (sem coligação)  | 94.395    | 0,89%      |
| Fontes:                           |                              |        |                      |           |            |

## Resultado da eleição para senador
Segundo o acervo do Tribunal Superior Eleitoral, houve 10.044.047 votos nominais (86,60%), 1.167.437 votos em branco (10,07%) e 386.501 votos nulos (3,33%), resultando no comparecimento de 11.597.985 eleitores.
| Candidatos a senador da República | Candidatos a suplente de senador                            | Número | Coligação            | Votação   | Percentual |
| --------------------------------- | ----------------------------------------------------------- | ------ | -------------------- | --------- | ---------- |
| Severo Gomes PMDB                 | -                                                           | 50     | PMDB (em sublegenda) | 2.860.435 | 28,48%     |
| Almino Afonso PMDB                | -                                                           | 52     | PMDB (em sublegenda) | 1.861.092 | 18,53%     |
| Ademar de Barros Filho PDS        | -                                                           | 11     | PDS (em sublegenda)  | 1.604.340 | 15,97%     |
| José Roberto Faria Lima PTB       | Ferraz Egreja PTB Rui de Almeida Barbosa PTB                | 41     | PTB (sem coligação)  | 1.362.365 | 13,56%     |
| Jacó Bittar PT                    | Lélia Abramo PT Devanir Ribeiro PT                          | 31     | PT (sem coligação)   | 1.098.167 | 10,93%     |
| José Papa Júnior PDS              | -                                                           | 12     | PDS (em sublegenda)  | 800.340   | 7,97%      |
| Blota Júnior PDS                  | -                                                           | 10     | PDS (em sublegenda)  | 203.860   | 2,03%      |
| Hélio Navarro PMDB                | -                                                           | 51     | PMDB (em sublegenda) | 170.607   | 1,70%      |
| Eusébio Rocha PDT                 | Joaquim Nobre Pinto Nazário PDT Gabriel do Amaral Alves PDT | 21     | PDT (sem coligação)  | 82.841    | 0,83%      |
| Fontes:                           |                                                             |        |                      |           |            |

## Deputados federais eleitos
São relacionados os candidatos eleitos com informações complementares da Câmara dos Deputados.

Representação eleita
  PMDB: 30
  PDS: 16
  PTB: 8
  PT: 6

Fonteː
| Deputados federais eleitos | Partido | Votação | Percentual | Cidade onde nasceu    | Unidade federativa |
| Paulo Maluf                | PDS     | 672.927 | 5,80%      | São Paulo             | São Paulo          |
| Samir Achôa                | PMDB    | 313.583 | 2,70%      | Vera Cruz             | São Paulo          |
| Mário Covas                | PMDB    | 300.591 | 2,59%      | Santos                | São Paulo          |
| Ivete Vargas               | PTB     | 266.280 | 2,30%      | São Borja             | Rio Grande do Sul  |
| Ulysses Guimarães          | PMDB    | 224.665 | 1,94%      | Itirapina             | São Paulo          |
| Caio Pompeu de Toledo      | PMDB    | 218.625 | 1,89%      | São Paulo             | São Paulo          |
| Cunha Bueno                | PDS     | 194.493 | 1,68%      | São Paulo             | São Paulo          |
| João Cunha                 | PMDB    | 168.495 | 1,45%      | Ribeirão Preto        | São Paulo          |
| Djalma Bom                 | PT      | 164.398 | 1,42%      | Medina                | Minas Gerais       |
| Roberto Cardoso Alves      | PMDB    | 151.790 | 1,31%      | Aparecida             | São Paulo          |
| Maluly Neto                | PDS     | 129.449 | 1,12%      | Fartura               | São Paulo          |
| Francisco Amaral           | PMDB    | 122.059 | 1,05%      | Campinas              | São Paulo          |
| Pacheco Chaves             | PMDB    | 117.880 | 1,02%      | São Paulo             | São Paulo          |
| Farabulini Júnior          | PTB     | 117.641 | 1,01%      | São Paulo             | São Paulo          |
| João Herrmann              | PMDB    | 113.872 | 0,98%      | Campinas              | São Paulo          |
| Alberto Goldman            | PMDB    | 106.844 | 0,92%      | São Paulo             | São Paulo          |
| Felipe Cheidde             | PMDB    | 103.389 | 0,89%      | Fernão                | São Paulo          |
| Mendonça Falcão            | PTB     | 101.954 | 0,88%      | São Paulo             | São Paulo          |
| Mário Hato                 | PMDB    | 98.101  | 0,85%      | Vera Cruz             | São Paulo          |
| Theodoro Mendes            | PMDB    | 94.763  | 0,82%      | Sorocaba              | São Paulo          |
| Raimundo Leite             | PMDB    | 87.109  | 0,75%      | Juazeiro              | Bahia              |
| Ralph Biasi                | PMDB    | 86.791  | 0,75%      | Americana             | São Paulo          |
| Otacílio de Almeida        | PMDB    | 86.459  | 0,75%      | Tietê                 | São Paulo          |
| Márcio Santilli            | PMDB    | 86.014  | 0,74%      | São Paulo             | São Paulo          |
| Tidei de Lima              | PMDB    | 85.965  | 0,74%      | Bauru                 | São Paulo          |
| Israel Dias Novaes         | PMDB    | 84.897  | 0,73%      | Avaré                 | São Paulo          |
| Eduardo Suplicy            | PT      | 83.189  | 0,72%      | São Paulo             | São Paulo          |
| Bete Mendes                | PT      | 83.156  | 0,72%      | Santos                | São Paulo          |
| Paulo Zarzur               | PMDB    | 81.283  | 0,70%      | São Paulo             | São Paulo          |
| Irma Passoni               | PT      | 80.432  | 0,69%      | Concórdia             | Santa Catarina     |
| Renato Cordeiro            | PDS     | 80.054  | 0,69%      | Birigui               | São Paulo          |
| Francisco Dias             | PMDB    | 79.308  | 0,68%      | Baturité              | Ceará              |
| Horácio Ortiz              | PMDB    | 75.412  | 0,65%      | Redenção da Serra     | São Paulo          |
| Ferreira Martins           | PDS     | 73.969  | 0,64%      | Itapetininga          | São Paulo          |
| Freitas Nobre              | PMDB    | 73.754  | 0,64%      | Fortaleza             | Ceará              |
| Alcides Franciscato        | PDS     | 73.592  | 0,63%      | Piracicaba            | São Paulo          |
| Armando Pinheiro           | PDS     | 72.725  | 0,62%      | São Paulo             | São Paulo          |
| Marcondes Pereira          | PMDB    | 72.070  | 0,62%      | São José dos Campos   | São Paulo          |
| Ricardo Ribeiro            | PTB     | 70.040  | 0,60%      | Ribeirão Preto        | São Paulo          |
| Moacyr Franco              | PTB     | 67.953  | 0,59%      | Ituiutaba             | Minas Gerais       |
| Airton Sandoval            | PMDB    | 66.748  | 0,58%      | Itirapuã              | São Paulo          |
| Mendes Botelho             | PTB     | 66.441  | 0,57%      | Brasília de Minas     | Minas Gerais       |
| Salvador Julianelli        | PDS     | 65.424  | 0,56%      | São Paulo             | São Paulo          |
| Darci Passos               | PMDB    | 65.127  | 0,56%      | São Paulo             | São Paulo          |
| Adail Vettorazzo           | PDS     | 64.591  | 0,56%      | São José do Rio Preto | São Paulo          |
| João Bastos                | PMDB    | 63.801  | 0,55%      | Lavrinhas             | São Paulo          |
| Del Bosco Amaral           | PMDB    | 62.769  | 0,54%      | Santos                | São Paulo          |
| Aurélio Peres              | PMDB    | 61.200  | 0,53%      | Bilac                 | São Paulo          |
| José Camargo               | PDS     | 59.971  | 0,52%      | São Roque             | São Paulo          |
| Airton Soares              | PT      | 59.773  | 0,52%      | Pirajuí               | São Paulo          |
| Flavio Bierrenbach         | PMDB    | 59.630  | 0,51%      | São Paulo             | São Paulo          |
| José Genoino               | PT      | 58.650  | 0,51%      | Quixeramobim          | Ceará              |
| Natal Gale                 | PDS     | 57.289  | 0,49%      | Orlândia              | São Paulo          |
| Sales Leite                | PDS     | 55.795  | 0,48%      | São Paulo             | São Paulo          |
| Gioia Júnior               | PDS     | 54.758  | 0,47%      | Campinas              | São Paulo          |
| Estevam Galvão             | PDS     | 54.248  | 0,47%      | Campinas              | São Paulo          |
| Diogo Nomura               | PDS     | 51.531  | 0,44%      | Registro              | São Paulo          |
| Herbert Levy               | PDS     | 49.894  | 0,43%      | São Paulo             | São Paulo          |
| Gastone Righi              | PTB     | 49.745  | 0,43%      | Santos                | São Paulo          |
| Nelson do Carmo            | PTB     | 44.063  | 0,38%      | São José do Rio Preto | São Paulo          |
| Fontes:                    |         |         |            |                       |                    |

## Deputados estaduais eleitos
Estavam em jogo 84 vagas na Assembleia Legislativa de São Paulo.

Representação eleita
  PMDB: 42
  PDS: 22
  PTB: 11
  PT: 9

Fonteː
| Deputados estaduais eleitos   | Partido | Votação | Percentual | Cidade onde nasceu     | Unidade federativa |
| Artur Alves Pinto             | PDS     | 132.278 | 1,24%      | São Paulo              | São Paulo          |
| José Yunes                    | PMDB    | 128.000 | 1,20%      | São Paulo              | São Paulo          |
| Néfi Tales                    | PMDB    | 107.370 | 1,01%      | Guaíra                 | São Paulo          |
| Marco Antônio de Oliveira     | PMDB    | 101.048 | 0,95%      | São Paulo              | São Paulo          |
| José Storópoli                | PMDB    | 99.839  | 0,93%      | Guarulhos              | São Paulo          |
| Jacob Cardoso Lopes           | PMDB    | 98.428  | 0,93%      | São Paulo              | São Paulo          |
| Elias Salim Curiati           | PDS     | 99.053  | 0,93%      | Avaré                  | São Paulo          |
| Antônio Luiz do Amaral Furlan | PDS     | 97.387  | 0,91%      | Sertãozinho            | São Paulo          |
| Sidney Palácios               | PTB     | 96.971  | 0,91%      | São Paulo              | São Paulo          |
| Geraldo Alckmin               | PMDB    | 96.232  | 0,91%      | Pindamonhangaba        | São Paulo          |
| Luiz Carlos Santos            | PMDB    | 96.213  | 0,91%      | Araxá                  | Minas Gerais       |
| Vanderlei Macris              | PMDB    | 90.185  | 0,84%      | Americana              | São Paulo          |
| Nabi Abi Chedid               | PDS     | 86.470  | 0,81%      | Ramarith               | Líbano             |
| Januário Mantelli Neto        | PDS     | 82.898  | 0,78%      | São Paulo              | São Paulo          |
| José Cicote                   | PT      | 81.118  | 0,76%      | Poloni                 | São Paulo          |
| Wadih Helu                    | PDS     | 79.969  | 0,75%      | Tatuí                  | São Paulo          |
| Sílvio Benito Martini         | PDS     | 78.302  | 0,73%      | Araraquara             | São Paulo          |
| Ademar de Barros Filho        | PDS     | 78.237  | 0,73%      | Olímpia                | São Paulo          |
| Ricardo Izar                  | PDS     | 76.472  | 0,71%      | São Paulo              | São Paulo          |
| Nelson Nicolau                | PMDB    | 76.306  | 0,71%      | São João da Boa Vista  | São Paulo          |
| Almir Pazzianotto             | PMDB    | 74.628  | 0,70%      | Capivari               | São Paulo          |
| Antonio Rezk                  | PMDB    | 73.142  | 0,68%      | Marília                | São Paulo          |
| Fausto Rocha                  | PDS     | 71.721  | 0,67%      | São Paulo              | São Paulo          |
| Luís Benedito Máximo          | PMDB    | 71.340  | 0,67%      | Jacareí                | São Paulo          |
| Paulo Kobayashi               | PMDB    | 67.415  | 0,63%      | Ribeirão Pires         | São Paulo          |
| Marcelino Machado             | PDS     | 65.811  | 0,61%      | Ribeirão Preto         | São Paulo          |
| Evandro Mesquita              | PMDB    | 65.768  | 0,61%      | Guarujá                | São Paulo          |
| Manoel Moreira                | PMDB    | 64.834  | 0,61%      | Vitorino Freire        | Maranhão           |
| Floriano Leandrini            | PMDB    | 64.723  | 0,61%      | São Caetano do Sul     | São Paulo          |
| Hélio Rosas                   | PMDB    | 64.319  | 0,61%      | Pindamonhangaba        | São Paulo          |
| Expedito Soares Batista       | PT      | 62.845  | 0,59%      | Diamantina             | Minas Gerais       |
| Roberto Purini                | PMDB    | 62.845  | 0,59%      | Poloni                 | São Paulo          |
| José Gregori                  | PMDB    | 62.733  | 0,59%      | São Paulo              | São Paulo          |
| Benedito Cintra               | PMDB    | 60.752  | 0,57%      | Franca                 | São Paulo          |
| Waldemar Chubaci              | PMDB    | 60.750  | 0,57%      | Jaborandi              | São Paulo          |
| Franco Baruselli              | PMDB    | 60.462  | 0,57%      | Cerveno                | Itália             |
| Rubens Lara                   | PMDB    | 59.255  | 0,55%      | São Paulo              | São Paulo          |
| Carlos Apolinário             | PMDB    | 57.695  | 0,54%      | São Paulo              | São Paulo          |
| Mauro Bragato                 | PMDB    | 56.012  | 0,52%      | Promissão              | São Paulo          |
| Wagner Rossi                  | PMDB    | 55.920  | 0,52%      | São Paulo              | São Paulo          |
| Koyu Iha                      | PMDB    | 55.325  | 0,52%      | Santos                 | São Paulo          |
| Laerte Pinto da Cunha         | PMDB    | 53.894  | 0,50%      | São José dos Campos    | São Paulo          |
| Paulo Sogayar                 | PMDB    | 52.965  | 0,49%      | São Paulo              | São Paulo          |
| Waldir Trigo                  | PMDB    | 52.795  | 0,49%      | Sertãozinho            | São Paulo          |
| Fernando Morais               | PMDB    | 52.659  | 0,49%      | Mariana                | Minas Gerais       |
| Vergílio Dalla Pria           | PMDB    | 51.755  | 0,48%      | Quatá                  | São Paulo          |
| Milton José Baldochi          | PMDB    | 51.755  | 0,48%      | São José da Bela Vista | São Paulo          |
| Vicente Botta                 | PTB     | 50.447  | 0,47%      | São Carlos             | São Paulo          |
| Ary Pedroso                   | PMDB    | 48.643  | 0,45%      | Piracicaba             | São Paulo          |
| Emílio Justo                  | PMDB    | 48.453  | 0,45%      | Santos                 | São Paulo          |
| Ruth Escobar                  | PMDB    | 48.049  | 0,45%      | Campanhã               | Portugal           |
| Randal Juliano Garcia         | PMDB    | 47.954  | 0,45%      | Jundiaí                | São Paulo          |
| Walter Leme Soares            | PDS     | 47.730  | 0,45%      | Presidente Prudente    | São Paulo          |
| Aloysio Nunes                 | PMDB    | 46.545  | 0,43%      | São José do Rio Preto  | São Paulo          |
| Fauze Carlos                  | PDS     | 45.394  | 0,42%      | Catiguá                | São Paulo          |
| Eduardo Jorge                 | PT      | 42.501  | 0,40%      | Salvador               | Bahia              |
| Clorinda Sampaio              | PTB     | 41.250  | 0,38%      | Barretos               | São Paulo          |
| Gilberto Delmont              | PDS     | 40.470  | 0,38%      | Bragança Paulista      | São Paulo          |
| João Gilberto Port            | PDS     | 40.451  | 0,38%      | Itu                    | São Paulo          |
| Anísio Batista de Oliveira    | PT      | 40.211  | 0,38%      | São Paulo              | São Paulo          |
| Maurício Najar                | PDS     | 39.267  | 0,36%      | Mogi das Cruzes        | São Paulo          |
| Hatiro Shimomoto              | PDS     | 38.903  | 0,36%      | Katsuura               | Japão              |
| Marco Aurélio Ribeiro         | PT      | 37.596  | 0,35%      | Sorocaba               | São Paulo          |
| Abrahim Dabus                 | PDS     | 37.591  | 0,35%      | Avaré                  | São Paulo          |
| Geraldo Menezes               | PDS     | 37.191  | 0,35%      | Ribeirão Preto         | São Paulo          |
| Álvaro Fraga                  | PDS     | 36.621  | 0,34%      | Dracena                | São Paulo          |
| Walter Auada                  | PDS     | 35.912  | 0,33%      | Campinas               | São Paulo          |
| Archimedes Lammoglia          | PDS     | 35.784  | 0,33%      | Salto                  | São Paulo          |
| Augusto Toscano               | PTB     | 33.352  | 0,31%      | Taquaritinga           | São Paulo          |
| Eduardo Bittencourt Carvalho  | PTB     | 32.575  | 0,30%      | São Paulo              | São Paulo          |
| Antônio Scopel                | PTB     | 32.410  | 0,30%      | Lages                  | Santa Catarina     |
| Luís Sérgio Santos            | PT      | 30.918  | 0,29%      | Santo André            | São Paulo          |
| Osiro Silveira                | PTB     | 29.546  | 0,27%      | Osasco                 | São Paulo          |
| Paulo Frateschi               | PT      | 28.997  | 0,27%      | São Paulo              | São Paulo          |
| Paulo Tasso Diniz             | PT      | 28.818  | 0,27%      | São Paulo              | São Paulo          |
| Geraldo Augusto Siqueira      | PT      | 28.556  | 0,26%      | São Paulo              | São Paulo          |
| Fernando Mauro                | PTB     | 28.383  | 0,26%      | Belo Horizonte         | Minas Gerais       |
| Hélio Furlan da Silva         | PTB     | 28.072  | 0,26%      | Piracicaba             | São Paulo          |
| Fernando Silveira             | PTB     | 27.679  | 0,26%      | Amargosa               | Bahia              |
| Jorge Fernandes               | PTB     | 27.145  | 0,25%      | São Paulo              | São Paulo          |
| Fontes:                       |         |         |            |                        |                    |